# Phelon & Moore

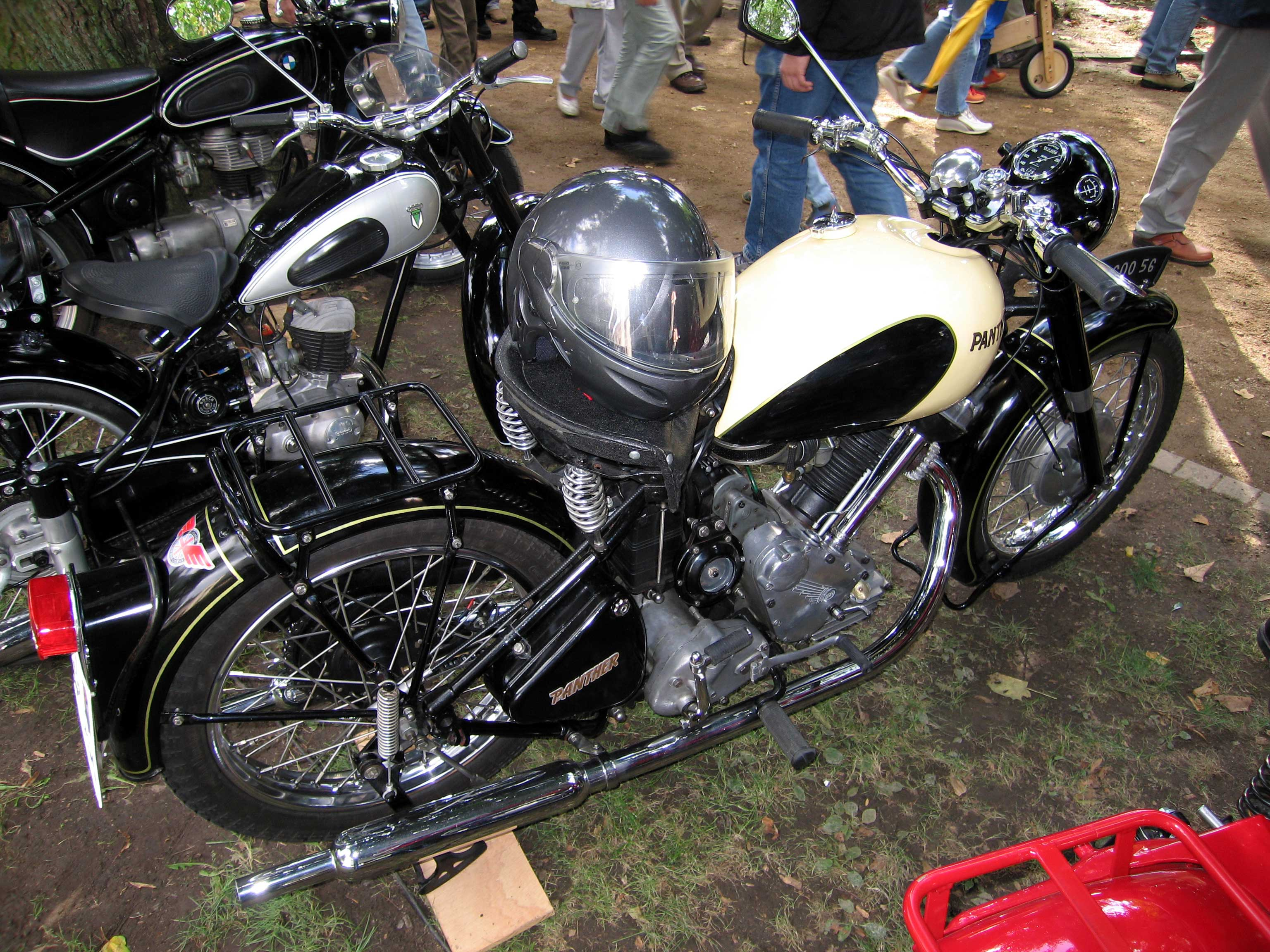
Phelon & Moore

Phelon & Moore Ltd. (P&M), někdy též Panther byla britská motocyklová značka. Typickým znakem této značky byl dopředu skloněný válec, který plnil i funkci přední rámové trubky, čímž se stal nosnou částí rámu. Tyto motocykly byly velmi často používány se sajdkárem.
V roce 1900 Jonah Phelon a Harry Rayner, založili v Cleckheatonu továrnu s názvem Phelon & Moore Ltd. (P&M), kde pod značkou P&M vyráběli motocykly. V roce 1902 ukončili výrobu těchto motocyklů a prodali licenci firmě Humber, ale již roku 1905 došlo ke sporům o výši licencních poplatků, díky kterým se firma vrátila původním majitelům.
Po smrti H. Raynera do firmy přišel Richard Moore, díky němu se začala používat dvoustupňová převodovka, v tuto dobu započala výroba slavného modelu „Colonial“, který byl dodáván britské armádě v průběhu první světové války. V průběhu války přešla tato továrna na 24hodinový provoz a armádě dodala přes 3500 kusů.
Od roku 1923 začala firma používat značku Panther, pod kterou se v r. 1924 začal vyrábět i model Panther 500, který měl OHV rozvod. Roku 1927 firma vyrobila její první lehký motocykl, který byl podle odborníků velice kvalitní, ale byl komerčně velmi neúspěšný (pravděpodobně díky začínající hospodářské krizi) a firmu málem přivedl až k bankrotu. V tuto dobu se Panther pokusil prosadit i ve sportu, ale v jediném tehdejším závodě Tourist Trophy tato značka několikrát po sobě neuspěla.
V průběhu druhé světové války byla továrna převedena na zbrojní výrobu a výroba motocyklů byla obnovena až v r. 1946. V roce 1959 byla zahájena výroba posledního modelu Pantheru 120, v tuto dobu se začaly na trhu objevovat první levné automobily a to způsobilo nižší prodej těchto motocyklů. Firma se dostala do finančních potíží, které se pokusila řešit dovozem francouzských skútrů Terrot, které prodávala pod názvem Scooterrot. To bylo sice zpočátku úspěšné, ale brzy nastaly problémy se záručními opravami, firma se pokusila o výrobu vlastního skútru (Panther Princess), který byl obchodně neúspěšný, protože byl příliš těžký a drahý. Od roku 1962 se v této firmě prakticky pouze montovaly jinde vyrobené součástky a v r. 1966 došlo k zastavení výroby motocyklů této značky.

## Nejúspěšnější modely
- Forecar
- Colonial
- Panther 500
- Panther 600
- Panthette
- Panther 100
- Panther 30
- Panther 40 (jedná se o jiné označení modelu Panther 30)
- Panthner 20
- Redwin 70
- Redwin 80
- Redwin 85